# Mangroverákfélék
A mangroverákfélék (Goniopsis) a tízlábú rákok (Decapoda) rendjébe, ezen belül a Grapsidae családba tartozó ráknem. A nemet Pierre André Latreille írta le 1833-ban.
A nemben egy faj található, a Goniopsis cruentata. 